# Pomnik Danuty Siedzikówny w Gruszkach
Pomnik Danuty Siedzikówny w Gruszkach – pomnik upamiętniający postać Danuty Siedzikówny Inki, sanitariuszki polskiego podziemia niepodległościowego, znajdujący się w sąsiedztwie siedziby Nadleśnictwa Browsk w Gruszkach koło Narewki.

## Opis
Inka pochodziła z pobliskiej wsi Guszczewina, jej ojciec był leśnikiem, a pomnik ustawiono z inicjatywy Lasów Państwowych (jednym z inicjatorów był ks. Tomasz Duszkiewicz, duszpasterz Generalnej Dyrekcji Lasów Państwowych) i odsłonięto z ceremoniałem wojskowym 11 czerwca 2017. Monument (posąg) przedstawia postać młodej, delikatnie uśmiechniętej sanitariuszki z torba lekarska na ramieniu i bandażem w ręku. W uroczystości odsłonięcia udział brał m.in. minister Jan Szyszko, wiceminister Jarosław Zieliński, Wojsko Polskie, inne formacje mundurowe i kilka tysięcy osób. Odczytano list prezydenta Andrzeja Dudy, w którym prezydent stwierdził, że budowa pomnika była aktem zadośćuczynienia za wyrządzone krzywdy. Odsłonięcie poprzedził koncert Panny wyklęte oraz msza, której przewodniczył biskup Tadeusz Wojda.
Autorem projektu pomnika był Marek Maślaniec z Krakowa, a projektantem cokołu, otoczenia i opiekunem artystycznym – Andrzej Strumiłło. Celem przedstawienie było ukazanie Inki, jako młodej kobiety w działaniu. 